# Campionati del mondo di atletica leggera indoor 2014 - 60 metri ostacoli maschili
La gara dei 60 metri ostacoli maschili si è tenuta l'8 ed il 9 marzo 2014. Hanno partecipato alla gara 31 atleti.

## Standard di qualificazione
Per poter partecipare alla gara, bisognava fare 7"74 sui 60 ostacoli (indoor) o 13"50 sui 110 m hs.

## Risultati

### Batterie
Si qualificano i primi 3 più i 4 migliori tempi
| Pos | Batt | Corsia | Nome                    | Nazione                | Tempo | Note      |
| --- | ---- | ------ | ----------------------- | ---------------------- | ----- | --------- |
| =1  | 1    | 4      | Pascal Martinot-Lagarde | Francia (bandiera)     | 7.56  | Q         |
| =1  | 4    | 1      | Andrew Pozzi            | Regno Unito (bandiera) | 7.56  | Q, PB     |
| =1  | 4    | 5      | Garfield Darien         | Francia (bandiera)     | 7.56  | Q         |
| 4   | 3    | 5      | William Sharman         | Regno Unito (bandiera) | 7.59  | Q, PB     |
| =5  | 3    | 7      | Omo Osaghae             | Stati Uniti (bandiera) | 7.61  | Q         |
| =5  | 2    | 2      | Dominic Berger          | Stati Uniti (bandiera) | 7.61  | Q         |
| 7   | 2    | 5      | Sergey Shubenkov        | Russia (bandiera)      | 7.62  | Q         |
| 8   | 4    | 7      | Balázs Baji             | Ungheria (bandiera)    | 7.63  | Q, SB     |
| 9   | 1    | 3      | Erik Balnuweit          | Germania (bandiera)    | 7.64  | Q         |
| 10  | 4    | 4      | Konstadinos Douvalidis  | Grecia (bandiera)      | 7.65  | q         |
| 11  | 2    | 3      | Andrew Riley            | Giamaica (bandiera)    | 7.66  | Q         |
| 12  | 3    | 8      | Dominik Bochenek        | Polonia (bandiera)     | 7.68  | Q         |
| 13  | 3    | 4      | Konstantin Shabanov     | Russia (bandiera)      | 7.71  | q         |
| 14  | 4    | 6      | Gregor Traber           | Germania (bandiera)    | 7.73  | q         |
| =15 | 1    | 8      | Xie Wenjun              | Cina (bandiera)        | 7.74  | Q         |
| =15 | 3    | 6      | Jhoanis Portilla        | Cuba (bandiera)        | 7.74  | q, PB     |
| =15 | 1    | 7      | Abdulaziz Al-Mandeel    | Kuwait (bandiera)      | 7.74  | NR        |
| 18  | 2    | 6      | Yordan O'Farrill        | Cuba (bandiera)        | 7.75  | SB        |
| 19  | 1    | 6      | Paolo Dal Molin         | Italia (bandiera)      | 7.76  |           |
| 20  | 2    | 4      | Jackson Quiñónez        | Spagna (bandiera)      | 7.78  |           |
| 21  | 3    | 3      | Aliaksandr Linnik       | Bielorussia (bandiera) | 7.79  |           |
| 22  | 2    | 8      | Koen Smet               | Paesi Bassi (bandiera) | 7.80  |           |
| 23  | 2    | 1      | Martin Mazáč            | Rep. Ceca (bandiera)   | 7.90  |           |
| 24  | 4    | 3      | Philip Nossmy           | Svezia (bandiera)      | 7.92  |           |
| 25  | 3    | 2      | Héctor Cotto            | Porto Rico (bandiera)  | 7.94  |           |
| 26  | 1    | 2      | Amir Shaker             | Iraq (bandiera)        | 7.96  | NR        |
| 27  | 4    | 2      | Iong Kim Fai            | Macao (bandiera)       | 8.34  | NR        |
| 28  | 3    | 1      | Nelson Camilo Acebey    | Bolivia (bandiera)     | 8.48  | PB        |
| 29  | 2    | 7      | Eslam Abdelatif         | Egitto (bandiera)      | 8.69  | PB        |
| -   | 4    | 8      | Michael Herreros        | Guam (bandiera)        | DQ    | R168.7(a) |
| -   | 1    | 5      | Rasul Dabó              | Portogallo (bandiera)  | DNF   |           |

### Semifinali
Si qualificano alla finale i primi 4 di ogni batteria,
| Rank | Heat | Lane | Name                    | Nationality            | Time | Notes |
| ---- | ---- | ---- | ----------------------- | ---------------------- | ---- | ----- |
| 1    | 1    | 5    | Omo Osaghae             | Stati Uniti (bandiera) | 7.49 | Q, PB |
| 2    | 1    | 6    | Pascal Martinot-Lagarde | Francia (bandiera)     | 7.50 | Q     |
| 3    | 2    | 6    | Garfield Darien         | Francia (bandiera)     | 7.52 | Q, PB |
| 4    | 1    | 3    | William Sharman         | Regno Unito (bandiera) | 7.53 | Q, PB |
| 5    | 1    | 4    | Erik Balnuweit          | Germania (bandiera)    | 7.54 | Q, PB |
| 6    | 2    | 4    | Andrew Pozzi            | Regno Unito (bandiera) | 7.56 | Q, PB |
| 7    | 2    | 1    | Gregor Traber           | Germania (bandiera)    | 7.58 | Q, PB |
| 8    | 2    | 8    | Andrew Riley            | Giamaica (bandiera)    | 7.59 | Q, SB |
| 9    | 1    | 1    | Konstadinos Douvalidis  | Grecia (bandiera)      | 7.62 |       |
| 10   | 1    | 8    | Balázs Baji             | Ungheria (bandiera)    | 7.63 | SB    |
| 11   | 2    | 3    | Dominic Berger          | Stati Uniti (bandiera) | 7.64 |       |
| 12   | 2    | 7    | Dominik Bochenek        | Polonia (bandiera)     | 7.66 |       |
| 13   | 2    | 5    | Sergey Shubenkov        | Russia (bandiera)      | 7.66 |       |
| 14   | 1    | 2    | Konstantin Shabanov     | Russia (bandiera)      | 7.67 |       |
| 15   | 1    | 7    | Xie Wenjun              | Cina (bandiera)        | 7.71 |       |
| 16   | 2    | 2    | Jhoanis Portilla        | Cuba (bandiera)        | 8.03 |       |

### Finale
| Pos | Corsia | Nome                    | Nazione                | Tempo | Note |
| --- | ------ | ----------------------- | ---------------------- | ----- | ---- |
| 1   | 6      | Omo Osaghae             | Stati Uniti (bandiera) | 7.45  | WL   |
| 2   | 5      | Pascal Martinot-Lagarde | Francia (bandiera)     | 7.46  |      |
| 3   | 4      | Garfield Darien         | Francia (bandiera)     | 7.47  | PB   |
| 4   | 3      | Andrew Pozzi            | Regno Unito (bandiera) | 7.53  | PB   |
| 5   | 8      | Gregor Traber           | Germania (bandiera)    | 7.56  | PB   |
| 6   | 1      | Erik Balnuweit          | Germania (bandiera)    | 7.56  |      |
| 7   | 7      | William Sharman         | Regno Unito (bandiera) | 7.60  |      |
| -   | 2      | Andrew Riley            | Giamaica (bandiera)    | DNS   |      |